# Sieboldius deflexus
Sieboldius deflexus är en trollsländeart som först beskrevs av Chao 1955.  Sieboldius deflexus ingår i släktet Sieboldius och familjen flodtrollsländor. IUCN kategoriserar arten globalt som livskraftig. Inga underarter finns listade i Catalogue of Life.